# Saxifraga cortusifolia
Saxifraga cortusifolia es una especie de planta fanerógama perteneciente a la familia Saxifragaceae, es nativa de Japón.

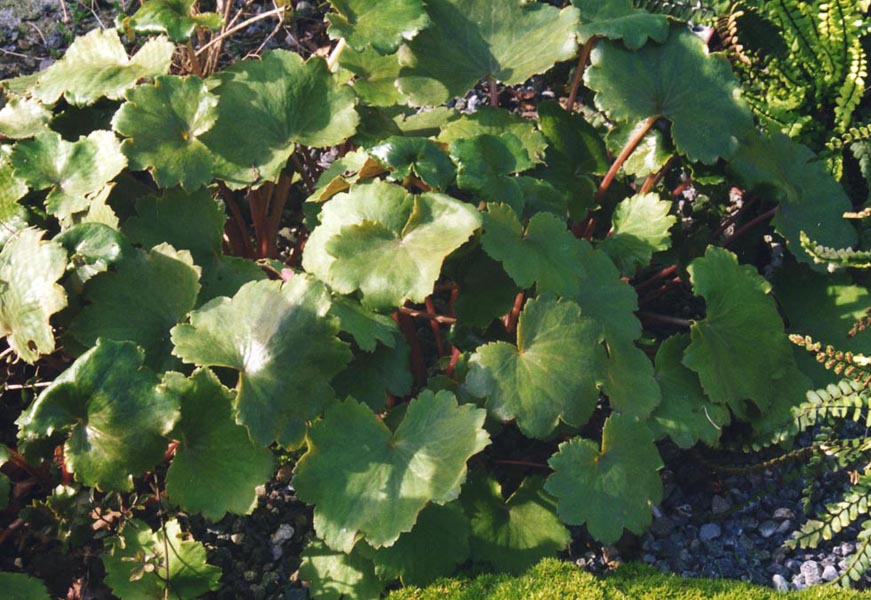
Vista de la planta

## Taxonomía
Saxifraga cortusifolia fue descrita por Siebold & Zucc. y publicado en Abhandlungen der Mathematisch-Physikalischen Classe der Königlich Bayerischen Akademie der Wissenschaften 4(2): 190. 1843.
Etimología
Saxifraga: nombre genérico que viene del latín saxum, ("piedra") y frangere, ("romper, quebrar"). Estas plantas se llaman así por su capacidad, según los antiguos, de romper las piedras con sus fuertes raíces. Así lo afirmaba Plinio, por ejemplo.
cortusifolia: epíteto compuesto latino que significa "con las hojas de Cortusa"
Sinonimia
- Saxifraga crispa  hort.  ?
- Saxifraga jotanii  Honda
- Saxifraga madida  (Maxim.) Makino[2][3]

## Cultivares
- Saxifraga cortusifolia 'Rosea'
- Saxifraga cortusifolia 'Ruby Wedding'
- Saxifraga cortusifolia SILVER VELVET
- Saxifraga cortusifolia VELVET